# Pidof
pidof è un'utility dei sistemi operativi basati su Linux che restituisce il PID (Process IDentifier: identificatore di un processo) di uno o più processi in esecuzione. Su altri sistemi operativi, invece, vengono spesso utilizzati pgrep e ps. L'utility consiste tecnicamente in un collegamento simbolico a  killall5, il programma killall di System V usato dagli script di runlevel.
Esempio:
```
[user@hostname]$ 
pidof java
 
3097
```